# The Fairey Band
The Fairey Band (zeitweise auch The Williams Fairey Brass Band) ist eine britische Brass Band, die 1937 gegründet wurde und bis heute in wechselnden Besetzungen aktiv ist. Der Musikstil der Band ist vielfältig, so werden sowohl traditionelle und moderne Blasmusik-Stücke, Jazz und für einen Bläsersatz umarrangierte Evergreens interpretiert.
Die Kapelle, die während ihrer Geschichte zahlreiche Preise bei landesweiten Wettbewerben gewann, wurde außerhalb der Blasmusik-Szene besonders für ihr 1997 veröffentlichtes Album Acid Brass bekannt, das bekannte Acid-House-Tracks in Blasmusik-Versionen präsentierte.

## Geschichte
Die Band wurde 1937 von Arbeitern des Flugzeugherstellers Fairey Aviation Company in Stockport gegründet. In ihrer Anfangszeit wurde sie von dem bedeutenden Dirigenten Harry Mortimer geleitet. Sie machte nach der Gründung zahlreiche Namenswechsel durch, die durch die Namenswechsel des Unternehmens Fairey bedingt waren. 1941 gelang ihr zum ersten Mal der Gewinn der British Open Championships. Ihre erfolgreichste Zeit waren jedoch die 1990er Jahre, als sie 1994 die Blasmusik-Europameisterschaften gewannen und 1997 mit dem Acid-Brass-Projekt auch in der Szene der elektronischen Tanzmusik Aufsehen erregten.

## Das Acid Brass-Projekt
Das Acid-Brass-Projekt wurde vom Londoner Künstler Jeremy Deller initiiert, der dank der Begeisterung des Blasmusik-Experten und Musikers John Creswell von der Idee die Band mit einem minimalen Budget von 2000 englischen Pfund engagieren konnte. Im Projekt wurden bekannte Acid-House und Detroit-Techno-Tracks von Künstlern wie 808 State, The KLF und Kevin Saunderson ohne Umschreibungen des Arrangements von der Fairey Band vorgetragen. Das Arrangement für das Album übernahm der englische Komponist Rodney Newton, der mit der Kapelle zusammenarbeitet. Im November 1997 wurde das Album zunächst auf dem Label Blast First, kurz darauf auf Mute Records veröffentlicht. Es existieren sowohl eine live eingespielte Version als auch eine Studio-Version, ebenfalls wurde eine 12"-Maxi veröffentlicht.

## Auszeichnungen
- European Championships: 1994
- National Championships of Great Britain: 1945, 1952, 1954, 1965, 1986, 1993, 2002, 2003
- British Open Championships: 1941, 1942, 1944, 1945, 1947, 1949, 1950, 1956, 1961, 1962, 1963, 1965, 1979, 1987, 1993, 1998
- All England Masters Championships: 1996 und 1997
- Brass in Concert: 1996

## Diskografie (Auswahl)
- 1994: Procession to the Minster (Grasmere)
- 1994: Tournament for Brass (Grasmere)
- 1994: Golden Jubilee (Grasmere)
- 1997: Acid Brass [Blast First]	 (Blast First)
- 1997: Jazz (Doyen)
- 1998: Acid Brass [Mute] [live]	(Mute)
- 1999: Diamond Jubilee	(Doyen)
- 2000: Gregson, Vol.3: The Early Years	(Doyen)
- 2004: Carnival of Brass (Parade)
- 2006: Best in Class (Music Digital)
- 2006: Best of Brass (Music Digital)
- 2006: Triumphs in Brass (Delta)